# Bakterie próchnicotwórcze
Bakteriami próchnicotwórczymi są głównie Lactobacillus acidophilus i Streptococcus mutans obecne w płytce nazębnej. Ich szkodliwe działanie polega na wytwarzaniu różnych kwasów w wyniku własnego metabolizmu (przy stałej lub okresowej podaży cukrów), co obniża pH i prowadzi do demineralizacji tkanek twardych zęba i dalej do próchnicy zębów.